# Державна фіскальна служба України
Державна фіска́льна служба (ДФС) — колишній центральний орган виконавчої влади України, діяльність якого спрямовувалася та координувалася Кабінетом Міністрів України.
Утворена Постановою Кабінету Міністрів від 21 травня 2014 року шляхом реорганізації Міністерства доходів і зборів.
18 грудня 2018 року прийнято рішення про поділ Державної фіскальної служби на Державну податкову і Державну митну служби.
Ліквідована 1 січня 2022 року у зв'язку із початком діяльності Бюро економічної безпеки.

## Історія створення
Міністерство доходів і зборів України (Міндоходів) було створене в уряді Азарова 24 грудня 2012 року шляхом об'єднання Державної податкової служби України та Державної митної служби України.
Керував Міндоходів Олександр Клименко, який після усунення від влади команди Януковича залишив Україну (втік) й оголошений у розшук за звинуваченнями в корупційних махінаціях.
Після перемоги Єврореволюції та задекларованого новою владою бажання знищити старі корупційні схеми 1 березня 2014 року Міністерство доходів і зборів було ліквідоване рішенням Уряду Яценюка. На базі міністерства відновлено Державну податкову і Державну митну служби, які підпорядковуються Міністерству фінансів.
Створено ліквідаційну комісію під керівництвом Ігоря Білоуса.
На засіданні КМУ 27 травня 2014 року було оприлюднено інформацію, що замість ліквідації Міндоходів його перейменують на Державну фіскальну службу. Останню пропонувалося підпорядкувати Міністерству фінансів.
Державна фіскальна служба на базі Міндоходів утворена Постановою КМУ від 21 травня 2014 р. № 160.

## Положення про ДФС
21 травня прийняте, а 8 липня 2014 року оприлюднене Положення про Державну фіскальну службу.
Державна фіскальна служба України визначена центральним органом виконавчої влади, діяльність якого спрямовується і координується Кабінетом Міністрів України і який реалізує:
1. державну податкову політику,
2. державну політику у сфері державної митної справи,
3. державну політику з адміністрування єдиного внеску на загальнообов'язкове державне соціальне страхування,
4. державну політику у сфері боротьби з правопорушеннями під час застосування податкового, митного законодавства, а також законодавства з питань сплати єдиного внеску.

ДФС здійснює повноваження безпосередньо та через утворені в установленому порядку територіальні органи.
У складі ДФС та її територіальних органах діють підрозділи податкової міліції.
Для погодженого вирішення питань, що належать до компетенції ДФС, обговорення найважливіших напрямів її діяльності у ДФС може утворюватися колегія.
ДФС є юридичною особою, має печатку із зображенням Державного Герба України та своїм найменуванням, власні бланки, рахунки в органах Казначейства.
Державна фіскальна служба, як і очікувалося, об'єднала повноваження податкової служби, митниці та фінансової міліції. Це ввійшло у суперечність з попередніми намірами Голови Уряду Яценюка, під чиїм керівництвом було прийняте політичне рішення про відновлення розділених функцій податкової та митної служб.

## Емблема ДФС
Емблема Державної фіскальної служби становить собою зображення срібної гривні з відсіченою часткою, яка покладена на чашу важільних терезів, що символізує справедливе, виважене стягування податків.
Посередині емблеми розташовано малий Державний Герб України, покладений на об'єднаний з терезами кадуцей — символ торгівлі та економіки.
Емблема розташована посередині круглого синього щита з золотистим окуттям, що символізує захист інтересів держави.
Ваги та кадуцей — золотистого кольору.

## Керівники
Відповідно до постанови Кабінету Міністрів України № 178 від 11 червня 2014 р. число співробітників складало 56 640 осіб. Центральний офіс складався з 2186 співробітників. Фактична чисельність працівників ДФС станом на 20 січня 2017 року складає 41 868 осіб.
ДФС очолює Голова, який призначається на посаду та звільняється з посади Кабінетом Міністрів України за поданням Прем'єр-міністра України.
Голова ДФС має двох заступників, у тому числі одного першого, які призначаються на посаду та звільняються з посади Кабінетом Міністрів України за поданням Прем'єр-міністра України.
Список голів ДФС
| №    | ПІБ                               | Початок повноважень | Закінчення повноважень | Примітки |
| ---- | --------------------------------- | ------------------- | ---------------------- | --- |
| 1    | Білоус Ігор Олегович              | 4 червня 2014       | 23 березня 2015        | Відсторонений Прем'єр-міністром А. Яценюком 24 лютого 2015 року у зв'язку з оприлюдненою у ЗМІ інформацією про зловживання в ДФС, на митниці, у податковій міліції                                  |
| 2    | Насіров Роман Михайлович          | 5 травня 2015       | 3 березня 2017         | Затриманий НАБУ 2 березня 2017 року. Відсторонений наступного дня. Звільнений 31 січня 2018 року.                                                                                                   |
| в.о. | Продан Мирослав Васильович        | 3 березня 2017      | 5 вересня 2018         | Звільнився за власним бажанням після повідомлення підозри в незаконному збагаченні |
| в.о. | Власов Олександр Сергійович       | 5 вересня 2018      | 17 липня 2019          | Звільнився за власним бажанням після скандалу з Президентом Зеленським |
| в.о. | Гутенко Денис Вікторович          | 23 липня 2019       | 12 лютого 2020         | |
| в.о. | Солодченко Сергій Вікторович      | 12 лютого 2020      | 25 листопада 2020      | Повернувся на посаду заступника голови ДФС |
| в.о. | Сосинович Дмитро Олександрович    | 25 листопада 2020   | 21 грудня 2020         | |
| 3    | Мельник Вадим Іванович            | 21 грудня 2020      | 30 серпня 2021         | Призначений на посаду Кабінетом Міністрів України шляхом укладання контракту на період дії карантину. Покинув займану посаду у зв'язку з призначенням на посаду керівника Бюро економічної безпеки. |
| в.о. | Александров Анатолій Анатолійович | 30 серпня 2021      |                        | Призначений Урядом на посаду тимчасово виконуючого обов'язки голови ДФС. Голова ліквідаційної комісії Державної Фіскальної Служби.                                                                  |

## Персонал, структура
Станом на початок 2018 р.:
- В усіх органах ДФС працювало 41 806 фахівців
- З фактичної чисельності працівників територіальних органів ДФС (40 153):
  - кількість фахівців податкового напряму 29 915 або 75 %.
  - кількість фахівців митного напряму 10 238 або 25 %.

Станом на початок 2018 існували::
- 24 структурні підрозділи центрального апарату ДФС
- З спеціалізовані департаменти:
  - Інформаційно-довідковий департамент,
  - Департамент спеціалізованої підготовки та кінологічного забезпечення,
  - Департамент податкових та митних експертиз
- 25 головних управлінь — в областях і місті Києві
- 161 державна податкова інспекція (у тому числі 127 об'єднаних ДПІ)
- 1 Офіс великих платників податків, 5 управлінь і 8 відділів податкового супроводження підприємств в обласних центрах, які діють в його складі
- 27 митниць.

Станом на вересень 2020 у структурі ДФС залишилася тільки податкова міліція, а також адміністративний персонал: кадри, бухгалтерія. Загалом у ДФС продовжує працювати близько 5000 осіб.

### Органи митниці
Ключовою в системі митних органів України є Київська міська митниця ДФС — територіальний орган Державної фіскальної служби України у місті Києві, юридична особа публічного права. Розташована в Києві на бульварі Вацлава Гавела, 8-А. З липня 2015 року начальником Київської міської митниці є Ігор Піковський. Утворена шляхом реорганізації Київської міжрегіональної митниці. Почала працювати з 1 грудня 2014. Своєю чергою, Київська міжрегіональна митниця Міндоходів була утворена шляхом реорганізації Київської регіональної митниці. 24 квітня 2013 року новостворена Київська міжрегіональна митниця була зареєстрована у Державному реєстрі юридичних осіб. Почала працювати з 1 червня 2013 року.
20 листопада 2014 року затверджено класифікатор органів з питань митної справи.
| Код         | Назва органу Міндоходів                    | Нова органу ДФС                                                                              | Дата редакції класифікатора       |
| ----------- | ------------------------------------------ | -------------------------------------------------------------------------------------------- | --------------------------------- |
| 10000 00 00 | Київська міжрегіональна митниця Міндоходів | Київська міська митниця ДФС                                                                  | 20 листопада 2014                 |
| 10100 00 00 | Житомирська митниця Міндоходів             | Житомирська митниця ДФС                                                                      | 20 листопада 2014                 |
| 10200 00 00 | Чернігівська митниця Міндоходів            | Чернігівська митниця ДФС                                                                     | 22 грудня 2014                    |
| 11000 00 00 | Дніпропетровська митниця Міндоходів        | Дніпропетровська митниця ДФС                                                                 | 20 листопада 2014                 |
| 11200 00 00 | Запорізька митниця Міндоходів              | Запорізька митниця ДФС                                                                       | 22 грудня 2014                    |
| 12500 00 00 | Київська митниця Міндоходів                | Київська митниця ДФС                                                                         | 20 листопада 2014                 |
| 20400 00 00 | Рівненська митниця Міндоходів              | Рівненська митниця ДФС                                                                       | 20 листопада 2014                 |
| 20500 00 00 | Ягодинська митниця Міндоходів              | Волинська митниця ДФС                                                                        | 22 грудня 2014                    |
| 20600 00 00 | Івано-Франківська митниця Міндоходів       | Івано-Франківська митниця ДФС                                                                | ?                                 |
| 20900 00 00 | Львівська митниця Міндоходів               | Львівська митниця ДФС                                                                        | 20 листопада 2014                 |
| 30500 00 00 | Чопська митниця Міндоходів                 | Закарпатська митниця ДФС                                                                     | 22 грудня 2014                    |
| 40000 00 00 | Хмельницька митниця Міндоходів             | Хмельницька митниця ДФС                                                                      | 20 листопада 2014                 |
| 40100 00 00 | Вінницька митниця Міндоходів               | Вінницька митниця ДФС                                                                        | 22 грудня 2014                    |
| 40300 00 00 | Тернопільська митниця Міндоходів           | Тернопільська митниця ДФС                                                                    | 20 листопада 2014                 |
| 40800 00 00 | Чернівецька митниця Міндоходів             | Чернівецька митниця ДФС                                                                      | 20 листопада 2014                 |
| 50000 00 00 | Південна митниця Міндоходів                | Одеська митниця ДФС                                                                          | 20 листопада 2014                 |
| 50400 00 00 | Миколаївська митниця Міндоходів            | Миколаївська митниця ДФС                                                                     | 22 грудня 2014                    |
| 50800 00 00 | Херсонська митниця Міндоходів              | Головне управління Державної фіскальної служби у Херсонській області, Херсонська митниця ДФС | 21 серпня 2014, 18 листопада 2016 |
| 12300 00    | Севастопольська митниця Міндоходів         | Головне управління Державної фіскальної служби у Херсонській області, Херсонська митниця ДФС |                                   |
| 60000 00 00 | Кримська митниця Міндоходів                | Головне управління Державної фіскальної служби у Херсонській області, Херсонська митниця ДФС |                                   |
| 70000 00 00 | Східна митниця Міндоходів                  | Донецька митниця ДФС                                                                         | 22 грудня 2014                    |
| 70200 00 00 | Луганська митниця Міндоходів               | Луганська митниця ДФС                                                                        | 22 грудня 2014                    |
| 80500 00 00 | Сумська митниця Міндоходів                 | Сумська митниця ДФС                                                                          | 20 листопада 2014                 |
| 80600 00 00 | Полтавська митниця Міндоходів              | Полтавська митниця ДФС                                                                       | 20 листопада 2014                 |
| 80700 00 00 | Харківська митниця Міндоходів              | Харківська митниця ДФС                                                                       | 22 грудня 2014                    |
| 90100 00 00 | Кіровоградська митниця Міндоходів          | Кіровоградська митниця ДФС                                                                   | Відсутня                          |
| 90200 00 00 | Черкаська митниця Міндоходів               | Черкаська митниця ДФС                                                                        | 20 листопада 2014                 |

#### Митні пости
19 січня 2017 наказом Державної фіскальної служби затверджено новий класифікатор ДФС, який був чинним станом на 2019 рік. Згідно з ним, на території України існували такі митні пости:
| Код      | Назва                                  | Населений пункт        |
| -------- | -------------------------------------- | ---------------------- |
| UA100060 | Митний пост «Київ-Західний»            | Київ                   |
| UA100100 | Митний пост «Київ-Східний»             | Київ                   |
| UA100140 | Митний пост «Київ-Столичний»           | Київ                   |
| UA100170 | Митний пост «Аеропорт „Київ“ (Жуляни)» | Київ                   |
| UA100310 | Митний пост «Київ-Спеціалізований»     | Київ                   |
| UA101040 | Митний пост «Коростень»                | Коростень              |
| UA101050 | Митний пост «Новоград-Волинський»      | с. Наталівка           |
| UA101110 | Митний пост «Житомир — центральний»    | с. Оліївка             |
| UA101180 | Митний пост «Північний»                | м. Овруч               |
| UA102050 | Митний пост «Нові Яриловичі»           | Скиток                 |
| UA102060 | Митний пост «Сеньківка»                | с. Сеньківка           |
| UA102100 | Митний пост «Сновськ»                  | м. Сновськ             |
| UA102140 | Митний пост «Новгород-Сіверський»      | м. Новгород-Сіверський |

### Навчальні та наукові заклади
- Університет державної фіскальної служби України[50]
- Науково-дослідний інститут фіскальної політики[51]
- Центр перепідготовки та підвищення кваліфікації керівних кадрів Міністерства доходів і зборів України[52].

### Громадська рада
Громадська рада при Державній фіскальній службі діє з метою залучення громадян до участі в управлінні державними справами, надання можливості для їх вільного доступу до інформації про діяльність ДФС, а також забезпечення гласності, відкритості та прозорості діяльності ДФС.
Склад Громадської ради при ДФС затверджений 3 листопада 2016 року.

## Діяльність ДФС
У серпні 2014 Європейська бізнес асоціація (EBA) заявила, що державні контролюючі фіскальні органи посилили тиск на бізнес в Україні, незважаючи на обіцянки нової влади. Багато компаній скаржаться на те, що безпідставно відкриваються кримінальні справи, не приймаються рішення по старих кримінальних справах, які були відкриті незаконно.
З жовтня 2014 і протягом 2015 року у ДФС відбувається процес люстрації. Станом на 26 грудня 2014 року з центрального апарату звільнено близько 200 працівників.
За повідомленнями EBA, ДФС затягує автоматичне відшкодування ПДВ. ДФС ініціює позапланову документальну перевірку компаній, які повинні автоматично отримувати повернення ПДВ. Кількість скарг на такі дії була рекордною в серпні 2015 року.
Українські підприємці найчастіше скаржаться бізнес-омбудсмену саме на ДФС.
У листопаді 2015 Уряд ухвалив рішення скоротити кількість податкових інспекцій вдвічі — з 311 до 161.
У грудні 2015 в результаті збою в інформаційній системі податкової було втрачено 3 терабайти документів, у тому числі 531 тис. електронних документів, тисячі карток. Резервної копії збережено не було.
У 2016 році ДФС запустила низку нових сервісів — Електронний кабінет платника, Єдине вікно.
У червні 2017 року було оголошено про початок масштабного реформування ДФС за підтримки міжнародних консультантів. Міжнародний валютний фонд пропонує реорганізувати ДФС в єдину юрособу, оновити службовий склад відомства і скоротити його, а також автоматизувати процес адміністрування податків. Це повинно призвести до зменшення рівня корупції і перетворення ДФС в цільову сервісну службу.

## Реорганізація, ліквідація
У грудні 2018 року Україна зобов'язалася перед МВФ до кінця квітня 2019 року консолідувати Державну фіскальну службу у дві окремі юридичні особи: Податкову службу та Митну службу, при чому обидві повинні звітувати міністру фінансів. Повна ліквідація ДФС повинна відбутися до кінця 2020 року.
18 грудня 2018 року Кабінет Міністрів схвалив постанову про реорганізацію Державної фіскальної служби шляхом поділу на Державну податкову і Державну митну служби. Проект постанови передбачає поділ ДФС на Державну податкову службу (до складу якої входитимуть підрозділи податкової міліції) і Державну митну службу як окремі центральні органи виконавчої влади. Кабінет Міністрів спрямовуватиме та координуватиме діяльність цих служб через Міністра фінансів України.
6 березня 2019 року Кабінет міністрів затвердив положення про податкову та митну служби.
17 травня Державну фіскальну службу перевели у статус припинення, що є необхідним для реорганізації шляхом поділу, однак вона продовжує працювати до створення та початку роботи нових служб.
28 січня 2021 року Верховна Рада України прийняла закон про створення Бюро економічної безпеки відповідно до якого функції Податкової Міліції перейдуть до нового державного органу.
Остаточно ДФС припинить існування 26 вересня 2021 року, у зв'язку з початком діяльності Бюро економічної безпеки України.